# فيل أوف غلامورغان (دائرة انتخابية في المملكة المتحدة)
فيل أوف غلامورغان (بالإنجليزية: Vale of Glamorgan)‏ هي إحدى الدوائر الانتخابية في المملكة المتحدة الممثلة في مجلس العموم في برلمان المملكة المتحدة.
عضو البرلمان الذي يمثلها حالياً هو :John Smith (Lab).